# جيريمي هيل
جيريمي هيل (بالإنجليزية: Jeremy Hill)‏ (و. 1992  م) هو لاعب كرة قدم أمريكية، من الولايات المتحدة، ولد في باتون روج، لويزيانا، يلعب كراكض للخلف ‏.

## التعليم
تعلم في Redemptorist High School ‏.